# Seven (Sänger)

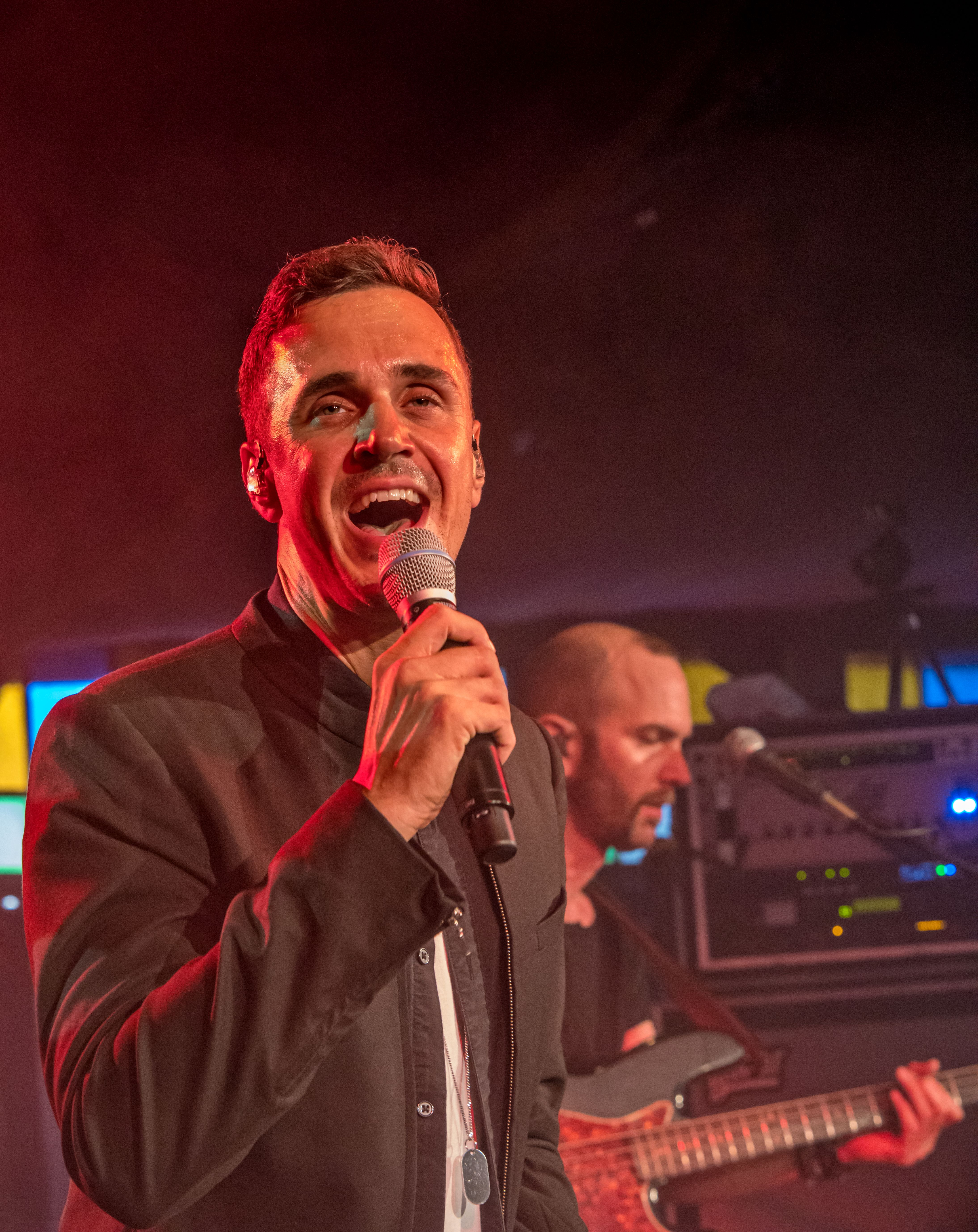
Seven auf dem Zelt-Musik-Festival 2016 in Freiburg

Jan „Seven“ Dettwyler (* 18. Oktober 1978 in Wohlen; eigentlich Jan Dettwyler, Künstlername bis 2023: Seven) ist ein Schweizer Musiker und Sänger in den Sparten R&B und Soul.

## Leben
Der Sohn eines Tenors und einer Pianistin war als 15-jähriger Sänger in der Band Natural Acapella, die unter anderem im SF DRS auftrat. Sein erstes Album Dedicated To … erschien 2002. Es folgten einige Konzerte, unter anderem als Support von Destiny’s Child im Zürcher Hallenstadion. Sein zweites Album Sevensoul erschien 2004 und erreichte in den Schweizer Charts Platz 35. Das 2005er Album Lovejam erreichte Platz 9 der Schweizer Charts. Es folgten Auftritte in Großbritannien und beim Sundance Film Festival 2006. Das Album Home, das 2007 veröffentlicht wurde, erreichte in den Charts Rang 5 und erzielte eine Goldene Schallplatte. Im Februar 2009 erschien sein Album Like a Rocket.
2011 veröffentlichte Seven sein erstes Album in Deutschland mit dem Titel Focused und die dazugehörige Single Lisa. 2012 erschien das Album The Art Is King. 2016 nahm er an der dritten Staffel von Sing meinen Song – Das Tauschkonzert teil. 2020 war er Gastgeber der ersten Staffel von Sing meinen Song – Das Schweizer Tauschkonzert des Fernsehsenders TV24. 2021 war er wieder Gastgeber der zweiten Staffel von Sing meinen Song – Das Schweizer Tauschkonzert, welches wieder auf TV24 ausgestrahlt wurde. Auch für die dritte Staffel der Sendung, die seit dem 2. März 2022 neu auf 3 Plus ausgestrahlt wird, übernahm er wieder die Präsentation.
Im Mai 2021 trat er beim Free European Song Contest an.
Seven ist verheiratet mit seiner Ehefrau Zahra und hat zwei Söhne.

## Diskografie

### Studioalben
| Jahr | Titel               | Höchstplatzierung, Gesamtwochen, AuszeichnungChartplatzierungen (Jahr, Titel, Platzierungen, Wochen, Auszeichnungen, Anmerkungen) | Höchstplatzierung, Gesamtwochen, AuszeichnungChartplatzierungen (Jahr, Titel, Platzierungen, Wochen, Auszeichnungen, Anmerkungen) | Anmerkungen                                                      |
| Jahr | Titel               | DE | CH | Anmerkungen                                                      |
| ---- | ------------------- | --- | --- | ---------------------------------------------------------------- |
| 2002 | Dedicated to...     | — | — | Erstveröffentlichung: 8. April 2002                              |
| 2004 | Sevensoul           | — | CH35 (6 Wo.)CH | Erstveröffentlichung: 3. Mai 2004                                |
| 2005 | Lovejam             | — | CH9 (6 Wo.)CH | Erstveröffentlichung: 7. März 2005                               |
| 2007 | Home                | — | CH5 Gold · (24 Wo.)CH | Erstveröffentlichung: 23. Februar 2007                           |
| 2009 | Like a Rocket       | — | CH2 Gold · (25 Wo.)CH | Erstveröffentlichung: 27. Februar 2009                           |
| 2010 | Unplugged           | — | CH4 Gold · (10 Wo.)CH | Erstveröffentlichung: 29. Oktober 2010                           |
| 2011 | Focused             | — | — | Erstveröffentlichung: 22. Juli 2011                              |
| 2012 | The Art Is King     | — | CH5 Gold · (15 Wo.)CH | Erstveröffentlichung: 21. September 2012                         |
| 2013 | The Art Is Piano    | — | CH16 (3 Wo.)CH | Erstveröffentlichung: 18. Oktober 2013                           |
| 2015 | BackFunkLoveSoul    | — | CH1 (12 Wo.)CH | Erstveröffentlichung: 17. April 2015                             |
| 2017 | 4Colors             | DE70 (1 Wo.)DE | CH2 (14 Wo.)CH | Erstveröffentlichung: 7. Juli 2017                               |
| 2020 | Brandneu            | — | CH6 (9 Wo.)CH | Erstveröffentlichung: 28. Februar 2020                           |
| 2022 | Ich bin mir sicher! | — | CH6 (6 Wo.)CH | Erstveröffentlichung: 4. Februar 2022                            |
| 2024 | Schwarz auf Grün    | — | CH17 (1 Wo.)CH | Erstveröffentlichung: 13. September 2024 als Jan Seven Dettwyler |

### Livealben
| Jahr | Titel               | Höchstplatzierung, Gesamtwochen, AuszeichnungChartsChartplatzierungen (Jahr, Titel, Platzierungen, Wochen, Auszeichnungen, Anmerkungen) | Anmerkungen                          |
| Jahr | Titel               | CH | Anmerkungen                          |
| ---- | ------------------- | --- | ------------------------------------ |
| 2010 | Like a Rocket Live  | CH25 (4 Wo.)CH | Erstveröffentlichung: 14. Mai 2010   |
| 2019 | 7/7 Live Experience | CH79 (1 Wo.)CH | Erstveröffentlichung: 26. April 2019 |

Weitere Livealben
- 2004: Seven Live – 2004
- 2005: Seven Live @ Cargo Club London

### Kompilationen
| Jahr | Titel             | Höchstplatzierung, Gesamtwochen, AuszeichnungChartplatzierungen (Jahr, Titel, Platzierungen, Wochen, Auszeichnungen, Anmerkungen) | Höchstplatzierung, Gesamtwochen, AuszeichnungChartplatzierungen (Jahr, Titel, Platzierungen, Wochen, Auszeichnungen, Anmerkungen) | Höchstplatzierung, Gesamtwochen, AuszeichnungChartplatzierungen (Jahr, Titel, Platzierungen, Wochen, Auszeichnungen, Anmerkungen) | Anmerkungen                         |
| Jahr | Titel             | DE | AT | CH | Anmerkungen                         |
| ---- | ----------------- | --- | --- | --- | ----------------------------------- |
| 2016 | Best of 2002-2016 | DE14 (9 Wo.)DE | AT23 (3 Wo.)AT | CH6 (14 Wo.)CH | Erstveröffentlichung: 1. April 2016 |

### Singles als Leadmusiker
| Jahr | Titel Album                                                            | Höchstplatzierung, Gesamtwochen, AuszeichnungChartsChartplatzierungen (Jahr, Titel, Album, Platzierungen, Wochen, Auszeichnungen, Anmerkungen) | Anmerkungen                                                    |
| Jahr | Titel Album                                                            | CH | Anmerkungen                                                    |
| ---- | ---------------------------------------------------------------------- | --- | -------------------------------------------------------------- |
| 2004 | Synthetic Soul Soul                                                    | CH29 (7 Wo.)CH | Erstveröffentlichung: 29. März 2004                            |
| 2007 | Golden Stairs Home                                                     | CH41 (15 Wo.)CH | Erstveröffentlichung: 2007                                     |
| 2009 | Lisa Like a Rocket                                                     | CH20 (12 Wo.)CH | Erstveröffentlichung: 2009                                     |
| 2009 | Stahn uf –                                                             | CH1 (26 Wo.)CH | Erstveröffentlichung: 2009 mit Baschi, Bligg, Ritschi & Stress |
| 2010 | On & On (Unplugged) Unplugged                                          | CH59 (2 Wo.)CH | Erstveröffentlichung: 2010                                     |
| 2012 | The Art Is King                                                        | CH32 (2 Wo.)CH | Erstveröffentlichung: 2012                                     |
| 2013 | Walking with You The Art Is King                                       | CH57 (1 Wo.)CH | Erstveröffentlichung: 2013                                     |
| 2016 | Ich tue es aus Liebe Best of 2002–2016 (Limited-Version International) | CH59 (1 Wo.)CH | Erstveröffentlichung: 4. November 2016 feat. Xavier Naidoo     |

Weitere Singles
- 2002: Please
- 2002: Anymore
- 2004: Make U Happy
- 2005: Sign
- 2005: Mother
- 2007: Wake Up
- 2007: On & On
- 2009: Go Slow
- 2015: Nobody Wants to Dance
- 2016: I Don’t Give Up
- 2017: Die Menschen sind wir (feat. Kool Savas & Nico Suave)
- 2017: Trick!

### Singles als Gastmusiker
| Jahr | Titel Album | Höchstplatzierung, Gesamtwochen, AuszeichnungChartsChartplatzierungen (Jahr, Titel, Album, Platzierungen, Wochen, Auszeichnungen, Anmerkungen) | Anmerkungen                                       |
| Jahr | Titel Album | CH | Anmerkungen                                       |
| ---- | ----------- | --- | ------------------------------------------------- |
| 2016 | Chapeau –   | CH43 (1 Wo.)CH | Erstveröffentlichung: 2016 Lo & Leduc feat. Seven |

Weitere Gastbeiträge
- 2005: Chindertroim (Gimma feat. Seven)
- 2009: Ziit zum gah (Steezo feat. Seven)
- 2015: Name drauf (Fantastischen Vier feat. Seven)
- 2021: Diese Welt braucht Liebe (mit Nico Suave, Teesy und den Liebe Allstars)

## Auszeichnungen
- 2009: Prix Walo – Kategorie: "Pop/Rock"[8]
- 2017: Swiss Music Awards – Kategorie: "Artist Award"[9]